# Onthophagus spathatus
Onthophagus spathatus är en skalbaggsart som beskrevs av Antoine Boucomont 1914. Onthophagus spathatus ingår i släktet Onthophagus och familjen bladhorningar. Inga underarter finns listade i Catalogue of Life.